# D"-laag
De D’’-laag (Engels: "D double prime layer") vormt het onderste deel van de mantel van de Aarde en kan worden beschouwd als de overgangszone tussen de kern en de mantel.
De laag is ongeveer 200 tot 300 km dik. Seismologisch onderzoek heeft aangetoond dat er sterke schommelingen in de seismische snelheden in de laag voorkomen, wat betekent dat de laag niet sterk heterogeen is. De laag heeft een geleidelijke bovengrens, de ondergrens met de vloeibare buitenkern (de kern-mantelgrens) wordt gekenmerkt door de Wiechert-Gutenbergdiscontinuïteit.

## Naam
De aanduiding D’’-laag komt van een indeling van de Aarde door de seismoloog Keith Edward Bullen, die de eerste letters van het alfabet voor lagen in de Aarde gebruikte. De letter D stond voor de ondermantel. Later werd dit opgedeeld in D’ en D’’.

## Eigenschappen
Het fysische en mineralogische karakter van de laag is onduidelijk. Er zijn verschillende hypothesen, die elkaar overigens niet altijd uitsluiten.

### Samenstelling
Een theorie is dat de laag zowel uit metallische als niet-metallische silicaten bestaat. IJzer uit de buitenkern zou kunnen reageren met het perovskiet waaruit de ondermantel voornamelijk is opgebouwd.
Een andere hypothese is dat in de D’’-laag restanten van gesubduceerde stukken lithosfeer bezinken en hier ophopen.
In 2004 werd een faseovergang ontdekt, waarbij perovskiet onder manteltemperatuur bij een druk van ongeveer 120 GPa omzet in een mineraal met de structuur van het alleen synthetisch voorkomende CaIrO3. Dit mineraal wordt post-perovskiet genoemd. De druk van 120 GPa komt bijzonder goed overeen met de diepte van de D’’-laag zodat bij het analyseren van complexe structuren op de grens van mantel en kern met deze fase-overgang rekening moet worden gehouden.

### Temperatuurverloop
De D’’-laag wordt gekarakteriseerd door een afname van seismische snelheden vergeleken met de hogere delen van de mantel. Dit wijst op een hogere temperatuurgradiënt (geotherm). Thermisch gezien kan de D’’-laag daarom als een overgangszone tussen de mantel en de kern gezien worden. Het steile verloop van de geotherm kan snelle omhoog gerichte stromingen van heet materiaal veroorzaken (zogenaamde mantelpluimen).